# Bichtenberg
Der Bichtenberg ist ein 400 Meter hoher Berg im westlichen Wasgau, wie der Südteil des Pfälzerwaldes auch genannt wird.

## Lage
Die Nordwestflanke befindet sich auf der Gemarkung von Lemberg, die Südostflanke auf der von Dahn. Nördlich schließt die der Lemberger Ortsteil Salzwoog an. Drei Kilometer westlich liegt zudem der Salzwooger Teufelstisch.

## Charakteristika
Der aus Buntsandstein aufgebaute Bichtenberg ist vollständig mit Mischwald bedeckt und mit mehreren Wegen und Forststraßen erschlossen. Eine Auffahrt zum Gipfel ist damit auch mit dem Mountainbike möglich.

## Wanderwege
Entlang seines Südhangs verläuft der Fernwanderweg Pirmasens–Belfort.